# Jane Zhang
Jane Zhang właściwie Zhang Liangying (chin. upr.: 张靓颖; chin. trad.: 張靚穎, pinyin: Zhāng Liàngyǐng, ur. 11 października 1984 w Chengdu w Syczuanie) – chińska wokalistka popowa. 
Ojciec Zhang był pracownikiem w firmie transportowej w Chengdu, z kolei matka była pracowniczką sklepu. Jej rodzice rozwiedli się gdy miała trzynaście lat. Dwa lata później ojciec wokalistki zmarł. Wkrótce potem Zhang zaczęła śpiewać w lokalnym klubie, gdzie akompaniował jej wuj. Następnie podjęła studia na Uniwersytecie w Syczuanie, jednakże przerwała naukę by wziąć udział w programie Super Girl w 2005 roku. W ramach występów śpiewała w języku hiszpańskim, kantońskim, angielskim i mandaryńskim.
Debiutancki album Zhang zatytułowany The One ukazał się w 2006 roku. Nagrania wyprodukował Craig Williams. Kolejny album piosenkarki Update stylistycznie nawiązał do R&B i jazzu. Po wydaniu płyty Zhang wzięła udział w koncercie charytatywnym World Peace One.
W styczniu 2009 roku ukazał się trzeci album piosenkarki pt. Jane@Music. Natomiast 11 maja wystąpiła w amerykańskim talk-show The Oprah Winfrey Show. 2 lutego 2010 roku Zhang wydała czwarty album pt. Believe in Jane.

## Dyskografia

### Albumy
- Jane.Love EP (9 stycznia 2006)
- The One (11 października 2006)
- Update (2 sierpnia 2007)
- Dear Jane EP (8 grudnia 2007)
- Jane@Music (20 stycznia 2009)
- Believe in Jane (2 lutego 2010)
- Reform (1 czerwca 2011)

### Single
| Rok  | Tytuł          | Pozycja na liście   | Pozycja na liście          | Pozycja na liście       | Pozycja na liście |
| Rok  | Tytuł          | Chinese Music Chart | Global Chinese Music Chart | 9+2 Music Pioneer Chart | 98.8 FM Malezja   |
| ---- | -------------- | ------------------- | -------------------------- | ----------------------- | ----------------- |
| 2006 | "光芒"         | 1 (7)               | 3 (5)                      | 6 (7)                   | –                 |
| 2006 | "梦想"         | 3 (4)               | 10 (6)                     | –                       | –                 |
| 2006 | "这该死的爱"   | –                   | –                          | 6 (7)                   | –                 |
| 2006 | "如果爱下去"   | –                   | –                          | 5 (6)                   | –                 |
| 2007 | "身体语言"     | –                   | –                          | 15 (7)                  | –                 |
| 2007 | "我们说好的"   | 1 (13)              | 5 (7)                      | 4 (9)                   | –                 |
| 2007 | "Dream Party"  | 1 (7)               | 3 (7)                      | –                       | –                 |
| 2007 | "我走以后"     | –                   | 10 (2)                     | 19 (1)                  | –                 |
| 2008 | "Dear Jane"    | –                   | –                          | 7 (4)                   | –                 |
| 2008 | "围城"         | 1 (2)               | 4 (3)                      | –                       | –                 |
| 2009 | "那不会是爱吧" | 1 (12)              | 7 (4)                      | 1 (7)                   | 14 (4)            |
| 2009 | "孩子的眼睛"   | 1 (10)              | 7 (5)                      | 12 (5)                  | –                 |
|      | Single nr #1   | 6                   | –                          | 1                       | –                 |